# Match Point
Match Point este o companie din Cluj Napoca care este cel mai important producători de chibrituri din România.
Acționariatul Match Point se împarte între Ovidiu Popa (30%), Mircea Popescu (30%) și Anca Eremie (40%).
În anul 2007, compania deținea 75% din piață
și a obținut venituri totale de 1,9 milioane euro.